# Wim van Cuijk
Wim van Cuijk (Uden, 16 mei 1960) is een Nederlands voormalig profvoetballer.
De doelman werd in 1983 aangetrokken door N.E.C. na de degradatie van de club en het vertrek van hun doelman Harry Schellekens naar FC Groningen. De Nijmeegse club begon het seizoen 1983-1984 met keepers Van Cuijk en Ben Klein Goldewijk, beide met weinig ervaring als doelman in het profvoetbal. N.E.C. speelde in dat seizoen in de eerste divisie en tegelijkertijd in de Europacup II.
Van Cuijk werd aanvankelijk telkens in de basis opgesteld en verrichtte vele reddingen, inclusief het stoppen van een strafschop. Toen hij in de thuiswedstrijd tegen FC Barcelona echter een terugspeelbal in eigen doel sloeg, werd hij door trainer Pim van de Meent op de bank gezet. In de return in Barcelona stond dan ook Klein Goldewijk in het doel. Later kreeg Van Cuijk alsnog zijn basisplaats terug.
Toen vroeg in het volgende seizoen Nico Hanssen de nieuwe Nijmeegse doelman werd, kwam Van Cuijk definitief op de bank terecht. In 1986 keerde hij terug naar UDI '19, zijn oude club uit de Noord-Brabantse plaats Uden.